# Meehaz Mountain
Meehaz Mountain är ett berg i Kanada.   Det ligger i provinsen British Columbia, i den centrala delen av landet, 3 900 km väster om huvudstaden Ottawa. Toppen på Meehaz Mountain är 1 611 meter över havet, eller 527 meter över den omgivande terrängen. Bredden vid basen är 5,6 km.
Terrängen runt Meehaz Mountain är kuperad norrut, men söderut är den platt.Trakten runt Meehaz Mountain är nära nog obefolkad, med mindre än två invånare per kvadratkilometer.. Det finns inga samhällen i närheten.